# Nutrición celular
La nutrición celular es un conjunto de procesos mediante los cuales las células intercambian materia y energía con su medio.
Las partículas sólidas que han ingresado en la célula por endocitosis están formadas por moléculas cuyos átomos están unidos entre sí por enlaces químicos. Las moléculas y los átomos constituyen la materia en enlaces químicos. En estos queda retenida la energía.
Para que la materia y la energía puedan ser aprovechadas por la célula, es necesario que esta rompa las moléculas de menor tamaño. Este proceso se llama digestión, y se produce por acción de las enzimas contenidas en los lisosomas.
Las partes útiles de la partícula pasan al citoplasma y se incorporan a él (asimilación). Las partes que no son útiles son eliminadas fuera de la célula (egestión).
Las sustancias asimiladas tienen distintos fines: la materia se usa para elaborar otras moléculas, para reponer partes destruidas de la estructura celular y para liberar energía; este último proceso se denomina 'respiración celular.

## Desarrollo de la nutrición celular
1. Llegan al medio externo (procedentes de los alimentos) las moléculas de ácidos grasos, glucosa y aminoácidos, con altos niveles de energía química. La misma solo puede ser aprovechada por la célula simplificando las cadenas de carbono mediante la descarboxilación. Si libera toda la energía acumulada se denomina respiración aeróbica, y si es parcial, fermentación.
2. En el citosol tiene lugar la glucólisis. Cada molécula de glucosa se transforma en dos moléculas de ácido pirúvico, liberando una pequeña cantidad (2 moléculas) de ATP.

## Tipos de nutrición
a) Nutrición Autótrofa: Elaboran su propio alimento: Plantas, algas, y hongos.

b) Nutrición Heterótrofa: Buscan el alimento de otros seres vivos: Animales, humanos, bacterias y virus.
- Datos: Q6047213